# 1947-es magyar birkózóbajnokság
Az 1947-es magyar birkózóbajnokság a negyvenedik magyar bajnokság volt. A kötöttfogású bajnokságot október 12-én, a szabadfogású bajnokságot pedig október 19-én rendezték meg, mindkettőt Budapesten, a Nemzeti Sportcsarnokban.

## Eredmények

### Férfi kötöttfogás
| Versenyszám  | Arany                      | Arany | Ezüst                         | Ezüst | Bronz                       | Bronz |
| ------------ | -------------------------- | ----- | ----------------------------- | ----- | --------------------------- | ----- |
| Lepkesúly    | Szilágyi Gyula BVESC       |       | Halász Andor Tatabányai SC    |       | Nagy György Ceglédi VSE     |       |
| Légsúly      | Bencze Lajos Újpesti TE    |       | Munkácsi András Szolnoki MÁV  |       | Hegedüs Ferenc BVESC        |       |
| Pehelysúly   | Tóth Ferenc Újpesti TE     |       | Sipos László Debreceni VSC    |       | Polónyi István Szolnoki MÁV |       |
| Könnyűsúly   | Bakos László Munkás TE     |       | Vörös László Előre SE         |       | Balogh János Ceglédi VSE    |       |
| Váltósúly    | Szilvásy Miklós BVESC      |       | Vágó Róbert Vasas SC          |       | Sóvári Kálmán Újpesti TE    |       |
| Középsúly    | Németi Gyula Debreceni VSC |       | Mucsi Lajos Debreceni VSC     |       | Erdélyi Lajos BVESC         |       |
| Félnehézsúly | Kovács Gyula BVESC         |       | Szalisznyó József Ceglédi VSE |       | Jámbor Gyula Vasas SC       |       |
| Nehézsúly    | Bóbis Gyula BVESC          |       | Soltész László Ceglédi VSE    |       | Riheczky János Munkás TE    |       |

### Férfi szabadfogás
| Versenyszám  | Arany                      | Arany | Ezüst                        | Ezüst | Bronz                       | Bronz |
| ------------ | -------------------------- | ----- | ---------------------------- | ----- | --------------------------- | ----- |
| Lepkesúly    | Móni Béla Munkás TE        |       | Szilágyi Gyula BVESC         |       | Halász Andor Tatabányai SC  |       |
| Légsúly      | Bencze Lajos Újpesti TE    |       | Kővári Béla Munkás TE        |       | Bérczi Ózd                  |       |
| Pehelysúly   | Tóth Ferenc Újpesti TE     |       | Sipos László Debreceni VSC   |       | –                           |       |
| Könnyűsúly   | Káli László Csepeli MTK    |       | Vörös László Előre SE        |       | Bakos László Munkás TE      |       |
| Váltósúly    | Sóvári Kálmán Újpesti TE   |       | Kővári Béla Ózd              |       | Benkő András Csepeli MTK    |       |
| Középsúly    | Németi Gyula Debreceni VSC |       | Czuczi Imre Csepeli MTK      |       | Bagosi Miklós Diósgyőri VTK |       |
| Félnehézsúly | Kovács Gyula BVESC         |       | Tarányi József Debreceni VSC |       | Mirth János Csepeli MTK     |       |
| Nehézsúly    | Riheczky János Munkás TE   |       | Vitális Sándor Előre SE      |       | Jámbor Gyula Vasas SC       |       |

Megjegyzés: A Magyar Birkózó Szövetség honlapján nehézsúlyban Bóbis Gyula (BVESC) van jelölve bajnoknak.